# Южные Альпы (Новая Зеландия)
Ю́жные А́льпы — общее название горной цепи, протянувшейся вдоль западного побережья Острова Южный в Новой Зеландии.
Хребет включает главный водораздел Южного острова, который отделяет водосборные бассейны более густонаселенной восточной части острова от водосборов на западном побережье. Также главный водораздел образует границу между регионами Марлборо, Кентербери и Отаго на юго-востоке и регионами Тасман и Уэст-Кост на северо-западе. 

## География
Протяженность Южных Альп составляет примерно 500 км. 17 вершин этого массива поднимаются на высоту более 3000 м. Высочайшей из них является гора Кука (англ. Mount Cook), также известная на языке коренного населения страны как Аораки (маори: Aoraki). Её высота составляет 3724 м.
Горные хребты разделены пополам ледниковыми долинами, многие из которых заполнены ледниковыми озёрами на восточной стороне, включая озеро Колридж на севере и озеро Уакатипу в Отаго на юге. Согласно инвентаризации, проведённой в конце 1970-х годов, в Южных Альпах было более 3000 ледников размером более одного гектара, самый длинный из которых — ледник Тасмана имеет длину 23,5 км, уменьшившись от недавнего максимума в 29 километров в 1960-х годах.
Южные Альпы были названы капитаном Куком 23 марта 1770 года, который описал их «невероятную высоту». Ранее они были отмечены Абелем Тасманом в 1642 году, чьё описание западного побережья Южного острова часто переводится как «высоко поднятая земля». В 1998 году название хребта было официально изменено на Южные Альпы / (маори:  Kā Tiritiri o te Moana).

## Геология
Южные Альпы лежат на границе геологических плит, являющихся частью Тихоокеанского огненного кольца, при этом Тихоокеанская плита, находящаяся на юго-востоке и движущаяся на запад, и Индо-Австралийская плита, находящаяся на севере и движущаяся на северо-запад, сталкиваются друг с другом. За последние 45 миллионов лет столкновение этих плит вытолкнуло 20 километров Тихоокеанской плиты, из которых и сформировались Альпы. Подъём был наиболее быстрым в течение последних 5 миллионов лет. Сегодня горы по-прежнему продолжают расти из-за тектонического давления, вызывающего землетрясения в Альпийском разломе и других близлежащих разломах.
Несмотря на существенный подъём, большая часть относительного движения вдоль Альпийского разлома является поперечной, а не вертикальной. С другой стороны значительное опускание происходит на границе плиты к северу и востоку от Северного острова, в океанических впадинах Хикуранги и Кермадек. Взаимодействие плит в Альпийском разломе в зонах субдукции к северу создает систему разломов Марлборо и приводит к значительному подъёму в регионе.
В 2017 году группа учёных сообщила, что они обнаружили под Ватароа, небольшим городком на Альпийском разломе, «экстремальную» гидротермальную активность.

## Климат
В Новой Зеландии влажный морской умеренный климат, Южные Альпы расположены перпендикулярно преобладающему западному потоку воздуха. Годовое количество осадков сильно варьируется в пределах региона: от 3000 мм на Западном побережье, около 15 000 мм вблизи главного водораздела и до 1000 мм в 30 км к востоку от главного водораздела. Это большое количество осадков способствует росту ледников выше снеговой линии. Большие ледники и снежные поля можно найти к западу от главного водораздела или на его территории, а более мелкие ледники — с восточной стороны.

## Флора и фауна
Горы богаты флорой: около 25 % видов растений страны встречаются над линией деревьев в средах обитания альпийских растений и на пастбищах. На более низких возвышенностях с восточной стороны преобладают деревья из рода нотофагус. Холодные, продуваемые ветрами склоны над линией деревьев покрыты участками валежника. На востоке Южные Альпы спускаются к кочковатым лугам Кентербери-Отаго. Растения, адаптированные к альпийским условиям, включают древесные кустарники, такие как хебе, змеелистник и копросма, а также осоковые. 
Фауна гор представлена эндемичным скалистым новозеландским крапивником, а также рядом эндемичных насекомых, адаптированных к этим высотам — мух, бабочек, жуков и пчёл. Буковые леса на более низких высотах — важная среда обитания для двух птиц: большого серого киви и Нестора-кака. На более высоких и холодных возвышенностях встречается кеа. Это единственный в мире высокогорный попугай, на которого когда-то охотились как на вредителя. 